# Szabolcs Törő
Szabolcs Törő [ˈsɒboltʃ ˈtørøː] (* 10. März 1983 in Ajka) ist ein ehemaliger ungarischer Handballspieler.
Der 1,87 Meter große und 82 Kilogramm schwere linke Außenspieler stand von 1999 bis 2002 beim ungarischen Verein Dunaferr SE unter Vertrag, mit dem er 2000 Meister und 2001 Pokalsieger wurde. In der Saison 2001/02 wurde er zunächst an Tatabánya KC ausgeliehen, anschließend verpflichtete ihn der Verein für drei Jahre. 2005 kehrte Törő zu Dunaferr zurück. In der Saison 2009/10 spielte er in Spanien für JD Arrate, anschließend unterschrieb er bei Pick Szeged, wo er 2011 Vize-Meister wurde. Von 2012 bis 2016 spielte er erneut für Tatabánya. Ab 2016 war er für den deutschen Fünftligisten TuS Helmlingen aktiv. 2017 kehrte er aus familiären Gründen nach Ungarn zurück.
Szabolcs Törő warf seit seinem Debüt im Jahr 2004 bis 2013 in 91 Länderspielen für die ungarische Nationalmannschaft 173 Tore. Er stand im Aufgebot Ungarns für die Europameisterschaften 2006, 2008 und 2010.